# خم‌شدن چراغ خیابان
خم‌شدن نور خیابان (به انگلیسی: Bending Streetlight) عنوان یک اثر کارتونی است که به عنوان میم اینترنتی نیز شناخته می‌شود. این اثر هنری اولین‌بار در سال ۲۰۱۹ توسط مجتبی حیدرپناه، تصویرگر ایرانی ساخته و منتشر شد. کاربران رسانه‌های اجتماعی از ابتدای سال ۲۰۱۹ تاکنون از این تصویر به عنوان یک میم اینترنتی استفاده می‌کنند. 
در تصویر «خم‌شدن چراغ خیابان»، دو مرد دیده می‌شوند که روی نیمکتی نشسته‌اند؛ یکی از آن‌ها کتاب و دیگری گوشی موبایل در دست دارد و نور چراغ خیابان به سمت مرد کتابخوان منحرف شده است. این تصویرسازی ابتدا در ردیت پخش شد و به دلیل بحث‌هایی که پیرامون پیش‌پا افتاده‌ بودن سوژه یعنی «خوب بودن کتاب و بد بودن تلفن» شکل گرفت، شناخته شد و کم‌کم به یک الگوی برچسب‌گذاری اشیا مبتنی بر میم تبدیل شد. 

## شکل‌گیری
در تاریخ ۱۴ اردیبهشت ۱۳۹۸ مجتبی حیدرپناه، هنرمند و تصویرساز، با انتشار توییتی اعلام کرد که این اثر برای شرکت در یک جشنواره کتاب خلق شده است. تنها دو هفته بعد علاقه‌مندان به اینترنت از این اثر به عنوان میم استفاده کردند و تا این اثر شناخته شود. در ۱۸ می، این تصویر در ردیت پست شد و بسیاری از آن استفاده کردند. 

## گسترش
این تصویر مدت کوتاهی پس از این‌که حیدرپناه تصویر را توییت کرد، به دلیل پیام ظاهرا ساده‌اش «تلفن‌ها بدند / کتاب خوبند»، مورد تمسخر قرار گرفت. این اثر طی دوهفته به یک میم اینرنتی بدل شد و در بسیاری از موارد کاملاً تصویر برای ارائه پیام مثبت‌تری استفاده شد. 
ویرایش‌های دیگر از این اثر به‌عنوان الگویی برای شوخی‌ در مورد این‌که چگونه نور یک شی یا گروه را مورد توجه قرار می‌دهد به‌جای آن‌که روی چیزهای درست تمرکز کند، استفاده شد.

## معنی
میم Bending Streetlight برای به تصویر کشیدن کسی یا چیزی که نسبت به دیگری ترجیح داده شده است، استفاده می‌شود. 

## همچنین ببینید
- میم اینترنتی
- پپه قورباغه
- فهرست رویدادهای اینترنتی
- چارلی انگشت منو گاز گرفت